# Trachyopella collinella
Trachyopella collinella är en tvåvingeart som först beskrevs av Richards 1946.  Trachyopella collinella ingår i släktet Trachyopella och familjen hoppflugor. Inga underarter finns listade i Catalogue of Life.